# Экономика совместного потребления
Экономика совместного потребления, экономика участия, шеринг-экономика (англ. sharing economy) — это социально-экономическая система, в рамках которой потребители участвуют в создании, производстве, распределении, обмене и потреблении товаров и услуг. Такие системы могут принимать различные формы и часто используют информационные технологии и интернет, особенно цифровые платформы, для упрощения распределения, совместного использования и повторного использования ресурсов и избыточных мощностей товаров и услуг.
Это может быть организовано некоммерческими организациями, обычно по принципу библиотек с выдачей книг, где товары и услуги предоставляются бесплатно (или иногда за небольшую абонентскую плату), или коммерческими организациями, где компания предоставляет услуги клиентам с целью получения прибыли.

## Истоки
Дарюш Емельняк и Александра Пшегалинская ссылаются на научную статью Маркуса Фелсона и Джо Л. Спета «Структура сообщества и совместное потребление», опубликованную в 1978 году, как на источник термина «экономика и совместное потребление».
Термин «экономика совместного потребления» начал появляться во время великой рецессии на фоне развития социальных технологий и растущего чувства необходимости решения проблем, связанных с глобальным ростом населения и истощением ресурсов. Вероятно, Лоуренс Лессиг первым использовал этот термин в 2008 году, хотя некоторые считают, что его происхождение неизвестно.

## Описание
Издавна люди делились друг с другом имеющимися благами — пускали переночевать родственников и друзей, давали им пользоваться вещами, которыми сами не пользовались.
Благодаря развитию Интернета, обмен вещами и услугами больше не ограничен узким кругом общения конкретного человека. Миллионы людей по всему миру пользуются сервисом аренды жилья Airbnb, приложением для поиска попутчиков BlaBlaCar, продают новые и подержанные вещи через сайты объявлений. Есть сайты (например, Turo и Getaround), которые дают возможность людям брать автомобили в аренду друг у друга. По данным исследования 2016 года, 19% взрослого населения США были вовлечены в экономику совместного потребления в качестве пользователей или поставщиков услуг.
В рамках экономики совместного потребления действуют как коммерческие, так и некоммерческие модели. К последним относятся различные площадки продовольственного обмена, банки времени, площадки дарения и т.д. Например, российский проект «Дару Дар» нацелен на то, чтобы воспитать новую коллективную традицию — не копить вещи и не выбрасывать их, а дарить при первой же возможности. Имеются и смешанные модели: например, платформа Skillshare позволяет пользователям как получать доход от размещенных программ обучения, так и делиться своими знаниями и навыками на безвозмездной основе.
Также разделяют модель, основанную на получении доступа к некому ресурсу (the accessed-based consumption) и модель собственно совместного потребления (the collaborative consumption). В первом случае не происходит никакой передачи прав собственности, не существует форм совместного владения, а потребители лишь получают доступ к использованию какого-либо ресурса через интернет-платформу. Примером такой модели являются сервисы Uber, Airbnb и т.п. Во втором случае объединенные в сообщество люди не только получают пользу от совместного владения определенным ресурсом, но также несут ответственность за его использование и сохранение, обмениваясь как материальными, так и нематериальными ресурсами.

## Экономический эффект
Влияние экономики доступа с точки зрения затрат, заработной платы и занятости сложно измерить, но очевидно, что оно растёт. Различные оценки показывают, что 30-40% рабочей силы США являются самозанятыми, работают неполный рабочий день, временно или как фрилансеры. Однако точный процент тех, кто выполняет краткосрочные задачи или проекты через технологические платформы, по состоянию на 2015 год не был эффективно измерен государственными источниками. В США одно частное отраслевое исследование определило число «независимых работников, занятых полный рабочий день» в 17,8 миллиона человек в 2015 году, примерно столько же, сколько в 2014 году. Другое исследование оценило число работников, выполняющих хотя бы какую-то фрилансерскую работу, в 53,7 миллиона человек в 2015 году, что составляет примерно 34% рабочей силы и немного больше, чем в 2014 году.
Экономисты Лоуренс Ф. Кац и Алан Б. Крюгер отметили в марте 2016 года тенденцию к увеличению числа работников с альтернативными условиями труда (частичная занятость или контрактная работа) вместо полной занятости; процент работников с такими условиями вырос с 10,1% в 2005 году до 15,8% в конце 2015 года. Кац и Крюгер определили альтернативные условия труда как «работников агентств временной помощи, работников по вызову, работников контрактных компаний и независимых подрядчиков или фрилансеров». Они также подсчитали, что примерно 0,5% всех работников находят клиентов через онлайн-посредников; это согласуется с двумя другими исследованиями, которые оценили эту долю в 0,4% и 0,6%.
На уровне отдельных транзакций устранение бизнес-посредника с высокими накладными расходами (например, таксомоторной компании) с помощью технологической платформы с более низкими затратами помогает снизить стоимость транзакции для клиента, одновременно предоставляя возможность дополнительным поставщикам конкурировать за бизнес, что еще больше снижает затраты. Потребители могут затем тратить больше на другие товары и услуги, стимулируя спрос и производство в других частях экономики. Классическая экономическая теория утверждает, что инновации, снижающие стоимость товаров и услуг, представляют собой чистую экономическую выгоду в целом. Однако, как и многие новые технологии и бизнес-инновации, эта тенденция нарушает существующие бизнес-модели и создает проблемы для правительств и регулирующих органов.
Например, должны ли компании, предоставляющие технологическую платформу, нести ответственность за действия поставщиков в своей сети? Следует ли рассматривать людей в их сети как сотрудников, получающих такие льготы, как медицинское страхование и пенсионные планы? Если потребители, как правило, являются лицами с более высоким доходом, а поставщики — лицами с более низким доходом, не усугубит ли более низкая стоимость услуг (и, следовательно, более низкая компенсация поставщиков) неравенство доходов? Это лишь некоторые из многих вопросов, которые ставит экономика по требованию.

## Проблемы
В ряде случаев модели экономики совместного потребления противоречат действующему законодательству. Например, в ряде городов сдача в аренду жилья через Airbnb является незаконной и хозяева могут быть оштрафованы, если их на этом поймают. В ряде городов запретили деятельность Uber.
Также когда люди предоставляют свою собственность в пользование постороннему человеку, существует проблема доверия. Эта проблема частично решается за счет отзывов пользователей, создания рейтинговых систем сообществ.